# Тапиљијано (Новара)
Тапиљијано је насеље у Италији у округу Новара, региону Пијемонт.
Према процени из 2011. у насељу је живело 208 становника. Насеље се налази на надморској висини од 502 м.